# Bahabón
Bahabón település Spanyolországban, Valladolid tartományban. Bahabón Torrescárcela, Cogeces del Monte, Campaspero és Cuéllar községekkel határos. Lakosainak száma 93 fő (2024).

## Népesség
A település lakosságának változását az alábbi diagram mutatja:
| Lakosok száma | 201  | 198  | 180  | 174  | 160  | 140  | 112  | 108  | 93   | 93   |
|               | 2001 | 2004 | 2007 | 2009 | 2012 | 2014 | 2017 | 2019 | 2022 | 2024 |